# Andricus quercusfoliatus
Andricus quercusfoliatus är en stekelart som först beskrevs av William Harris Ashmead 1881.  Andricus quercusfoliatus ingår i släktet Andricus och familjen gallsteklar. Inga underarter finns listade i Catalogue of Life.